# Elisabeth Kübler-Ross
Elisabeth Kübler-Ross (Zürich, 8 juli 1926 — Scottsdale, Arizona, 24 augustus 2004) was een Zwitsers-Amerikaans psychiater. Ze studeerde als arts af in Zwitserland en werd vooral in Amerika beroemd om haar pionierswerk rond stervensbegeleiding en de verschillende fasen van rouwverwerking.
In 1970 hield Elisabeth Kübler-Ross de gewaardeerde Ingersoll-lezing aan de Harvard University, waarbij ze de nadruk legde op haar baanbrekende werk, 'On Death and Dying'. In juli 1982 had ze 125.000 studenten opgeleid in cursussen over dood en sterven op hogescholen, seminaries, medische scholen, ziekenhuizen en instellingen voor maatschappelijk werk. In 1999 erkende de New York Public Library 'On Death and Dying' als een van de 'Boeken van de eeuw', en Time Magazine noemde haar een van de '100 belangrijkste denkers' van de 20e eeuw. Gedurende haar carrière ontving Kübler-Ross meer dan 100 onderscheidingen, waaronder twintig eredoctoraten, en werd ze in 2007 opgenomen in de National Women's Hall of Fame. Haar resterende archieven zijn ondergebracht in de Green Library van Stanford University, waar ze beschikbaar zijn voor studie. Ze schreef 24 boeken, waarvan er in 2024 gezamenlijk meer dan 10 miljoen exemplaren in 44 talen zijn verkocht. Kübler-Ross wordt beschouwd als een pionier in de moderne hospicebeweging, palliatieve zorg en bio-ethiek.

## Levensloop
Elisabeth Kübler werd op 8 juli 1926 in het Zwitserse Zürich geboren in een protestants christelijk gezin als oudste van een meisjesdrieling, twee ervan waren een identieke tweeling. Haar lage geboortegewicht heeft ze altijd beschouwd als een teken dat ze in het leven strijden moest. 
Haar vader, die het gezin met strenge hand regeerde, had voor haar een baan als secretaresse in zijn bedrijf op het oog, maar Elisabeth wilde geneeskunde studeren. Toen ze 16 jaar oud was verliet ze het ouderlijk huis. Gedurende de Tweede Wereldoorlog werkte zij voor vluchtelingen in Zürich als assistente in een laboratorium. Vrijwilligerswerk in een aantal landen in die periode versterkte haar wens. Zij kwam in contact met een arts die haar stimuleerde om naar de medische faculteit van de universiteit van Zürich te gaan, waar ze in 1957 afstudeerde.

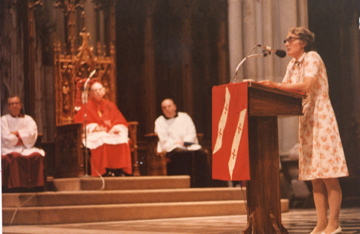
Toespraak van Elisabeth Kubler-Ross bijgewoond door kardinaal Terence Cooke, begin jaren zeventig

Zij trouwde in 1958 met de Amerikaanse medestudent en klasgenoot Emanuel Manny K. Ross (1929-2006). Zij emigreerden dat jaar naar de Verenigde Staten en rondden beiden hun interne opleidingen tot arts af aan het Long Island's Glen Cove Community Hospital in New York. Elisabeth en Manny kregen hun zoon Kenneth in 1960 en hun dochter Barbara in 1963. Daarnaast had Elisabeth enkele miskramen. 
Haar echtgenoot scheidde in 1979 van haar. Elisabeth bleef echter contact met hem houden omdat ze vond dat hij wel van haar gescheiden was, maar zij niet van hem. In de laatste jaren van zijn leven werd het contact overigens weer hersteld. 
Door haar woonomgeving werden haar activiteiten in Head Waters (Virginia), waar zij zich begin jaren tachtig gevestigd had, niet in dank afgenomen. Kübler-Ross kreeg in 1987 een beroerte die door een aantal andere gevolgd zou worden, waardoor ze uiteindelijk linkszijdig deels verlamd raakte. Door een aanslag op de Healing Waters Farm werd alles – inclusief alle persoonlijke spullen – door brand verwoest. Na de brand en de daaropvolgende beroerte verhuisde ze in oktober 1994 naar Scottsdale (Arizona). In die tijd sloten de Healing Waters Farm, alsook het Elisabeth Kübler-Ross Center. Na een grotere beroerte die enkele maanden daarna, begin 1995, optrad, belandde ze in een rolstoel. Ze wenste dat ze haar levenseinde kon bepalen, terwijl ze geen voorstander van euthanasie was geweest. Ze had bepleit had dat euthanasie mensen de mogelijkheid ontneemt om hun laatste (levens)lessen te leren. Dit deed haar inzien dat een van de laatste lessen van haar eigen leven eruit bestond om zelf verzorging toe te staan en om te leren op dat vlak zelf volledig afhankelijk te zijn.
In 1997 vloog Oprah Winfrey naar Arizona voor een interview met Kübler-Ross, waarin ze besprak of zij nu zelf door de vijf fases van rouw ging die zij had benoemd. In een interview met The Arizona Republic in 2002 verklaarde ze dat ze klaar was om te overlijden en dit zelfs verwelkomde. 
Kübler-Ross was mede-oprichter van de American Holistic Medical Association. Ze heeft twintig eredoctoraten ontvangen van grote Amerikaanse universiteiten. Bovendien ontving  ze de Modern Samaritan Award en de Ideal Citizen Award. De editie van Time magazine van 29 maart 1999 noemde haar een van de top 100 denkers van de twintigste eeuw.  Elisabeth Kübler-Ross trad nog zelden in de openbaarheid, behoudens op 29 juni 2001, toen zij een buitengewone onderscheiding in ontvangst nam: de Platinum Wings Lifetime Achievement Award. Deze prijs wordt jaarlijks door de MISS Foundation uitgereikt aan een persoon die zijn leven consequent heeft gewijd aan het verbeteren van de mensheid. Joanne Cacciatore, leidinggevende bij de MISS Foundation, hield een toespraak en overhandigde de onderscheiding ter ere van en tot erkenning van Kübler-Ross' dienstbetoon aan de mensheid. 

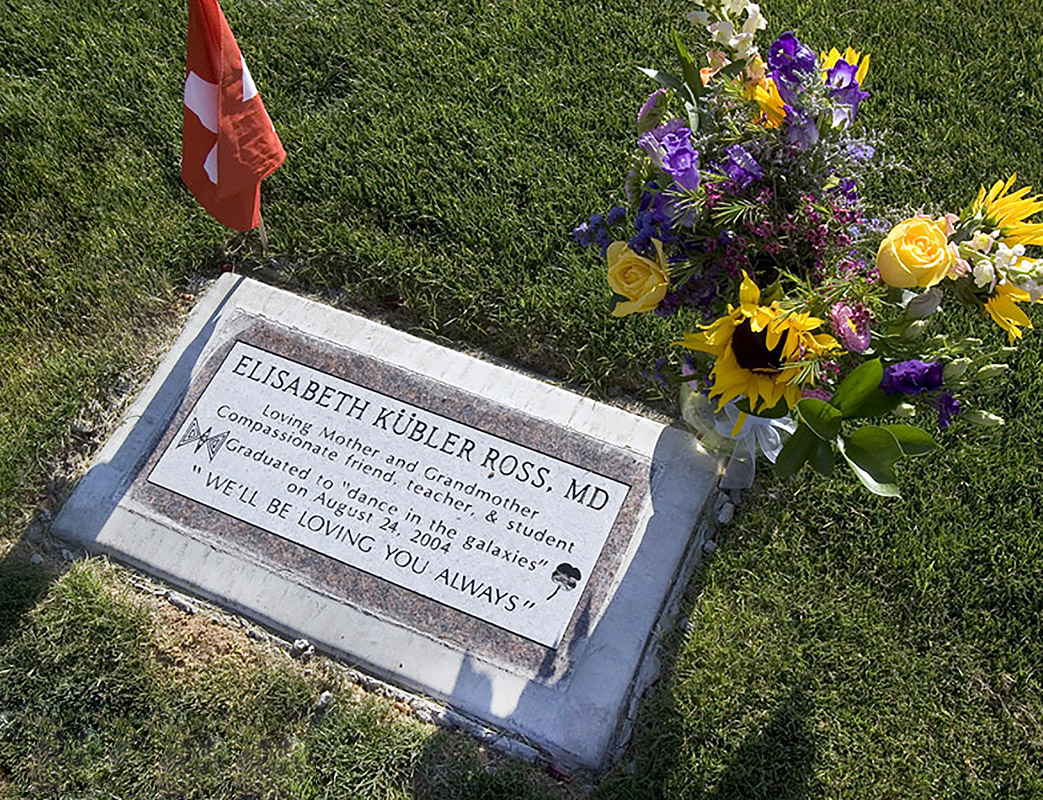
Kübler-Ross-grafsteen in Arizona

In 2004 werkte Kübler-Ross nog samen met David Kessler aan een boek, getiteld Over rouw. De zin van de vijf stadia van rouwverwerking. Op 24 augustus 2004 stierf ze in een verpleeghuis te Scottsdale, op 78-jarige leeftijd. Ze is in Scottsdale begraven op het Paradise Memorial Gardens Cemetery.
In 2005 stichtte haar zoon Ken Ross in datzelfde Scottsdale de Elisabeth Kübler-Ross Foundation.

## Loopbaan
Nadat Kübler-Ross in 1957 in Zürich afstudeerde aan de medische faculteit en haar opleiding tot arts afrondde in New York, werd zij begin zestiger jaren psychiater in opleiding in het Manhattan Psychiatric Center in New York. Daar behandelde ze patiënten met schizofrenie. Ze voelde zich ook geroepen om stervende patiënten te verzorgen. In 1962 aanvaardde ze een positie aan de University of Colorado School of Medicine in Aurora Colorado. Ze gaf er lezingen over terminale ziektes, waarbij ze van de studenten verlangde dat ze een gesprek zouden aangaan met een terminale patiënt. Zo'n gesprek zou hun inzicht geven in diens gevoelens. Daardoor zouden ze als arts mensen die "afgeschreven" waren met meer compassie behandelen dan toentertijd gebruikelijk was. 
Kübler-Ross rondde haar opleiding in de psychiatrie in 1963 af en verhuisde in 1965 naar Chicago. Aan de University of Chicago's Pritzker School of Medicine gaf ze leiding aan wekelijkse colleges. Deze colleges bestonden uit verplicht bijwonen van gesprekken met terminaal zieke patiënten. De studenten moesten er actief aan deelnemen, ondanks grote weerstand hiertegen vanuit de medische staf van deze universiteit. 
Uit haar eerdere publicaties vloeide de beschrijving voort van de vijf stadia van rouwverwerking die ze door haar werk met en voor terminale patiënten had achterhaald. Deze stadia komen (meestal) voor in de volgorde van ontkenning, woede, onderhandelen en vechten, neerslachtigheid en uiteindelijk aanvaarding. (Zie verder onder rouwverwerking).
Later ontwikkelde Elisabeth Kübler-Ross interesses in bijna-doodervaringen en uittredingen. Via een medium trachtte ze ook contacten te leggen met overledenen. Helaas bleek de persoon die het medium was niet zuiver op de graat. 
In de zeventiger jaren maakte zij zich samen met haar echtgenoot hard voor de opzet en ontwikkeling van hospices. Patiënten die ten dode waren opgeschreven konden daar begeleiding krijgen bij hun psychisch lijden ten gevolge van de voorkennis daarvan. In 1977 overtuigde zij haar echtgenoot tot aankoop van ruim 16 ha land in Escondido, gelegen in San Diego County. Daar richtte zij het centrum voor de stervenden en hun families op, genaamd "Shanti Nilaya" (Home of Peace). 

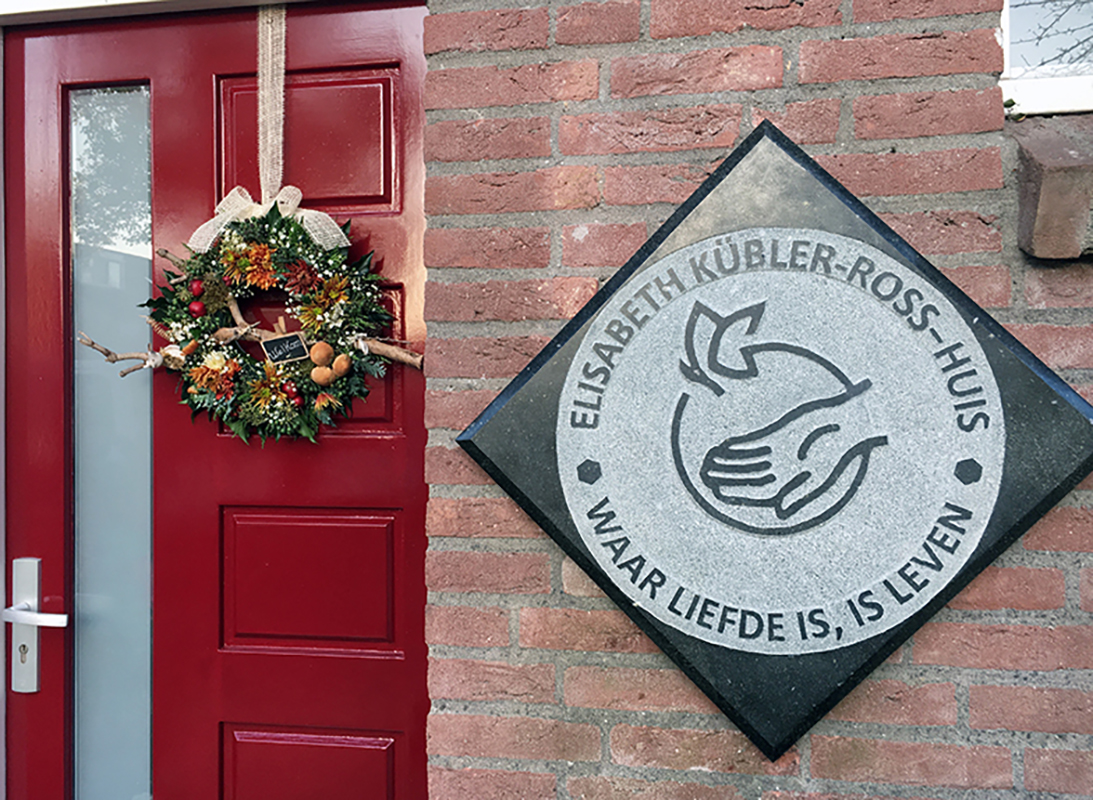
Elisabeth Kübler-Ross Huis naamgeving van het eerste Nederlandse hospice in Nieuwkoop, Nederland, 22 november 2017

Begin jaren ’80 vestigde Kübler-Ross de aandacht op de begeleiding van patiënten die aan aids stierven. Volgens haar was de ziekte, veroorzaakt door het retrovirus hiv, in de wereld gekomen om de mensen te leren liefdevoller met elkaar om te gaan. Ze wenste een centrum op te richten voor de begeleiding van stervende kinderen. In december 1983 bracht ze deze werkzaamheden over naar haar eigen boerderij in Head Waters, gelegen in de staat Virginia. Daar ging ze ook wonen, met het oogmerk om haar omvangrijke aantal reizen te verminderen. 

## Over de dood
Elisabeth Kübler-Ross droeg de overtuiging uit dat de dood niet bestaat, in die zin dat de dood verder reikt dan het sterven van het fysieke lichaam. Zij hanteert de term  'overgang' , waarmee ze bedoelt dat de ziel van de mens opgenomen wordt in Gods alomvattende en volkomen onvoorwaardelijke liefde. Op aarde blijft slechts het lichaam achter. Door middel van vraaggesprekken met stervende patiënten meende Kübler-Ross verschillende fasen te kunnen definiëren waarin het sterven verloopt.
- Fase 1: De stervenden zweefden hun lichaam uit, ongeacht de locatie van het lichaam, nemen een etherische vorm aan en ervaren heelheid.
- Fase 2: De stervenden hebben hun lichaam achtergelaten en verkeren in een toestand van geest en energie.
- Fase 3: Begeleid door hun bewaarengel gingen de stervenden een soort tunnel of overgangspoort binnen of over, met aan het eind ervan een helder licht, dat een intense warmte, energie, geest en zuivere, onvoorwaardelijke liefde uitstraalt.
- Fase 4: In deze fase verkeerden de stervenden in alle kennis van verleden, heden en toekomst. Ze waren in de tegenwoordigheid van de Hoogste Bron. Sommigen noemden het God. In deze fase gingen zij ook hun leven na. Het grootste geschenk dat God de mensen bleek te hebben gegeven, was keuzevrijheid. Hierbij werd nagegaan of de mensen al dan niet de lessen geleerd hadden die ze verondersteld waren te leren, waarvan de hoogste onvoorwaardelijke liefde was.

Net omwille van die levenslessen pleitte Kübler-Ross voor stervensbegeleiding. Zij zag het als een wezenlijke opdracht om de mensen te vertellen dat er geen dood bestaat. Dat we daarom geen angst hoeven te hebben voor de dood. Zij spreekt er dan van, dat wij een tweede lichaam hebben, geen fysiek lichaam maar een etherisch lichaam. Zij vergelijkt dat met enerzijds de geboorte van de mens en anderzijds met het leven zoals van een vlinder.
De Vijf Stadia van Verdriet, zoals het tegenwoordig het meest bekend is, hebben de afgelopen 55 jaar verschillende nomenclaturen ondergaan. Aanvankelijk geïntroduceerd als "De vijf stadia van de dood" in 1969, wordt het ook wel "De vijf stadia van verdriet", "De vijf stadia van verlies", "De stadia", "De stadia van verdriet", "Stages" genoemd. van verdriet', 'Het Kübler-Ross-model', 'Kübler-Ross-rouwcyclus', 'De achtbaan van verandering', 'De rouwcyclus', 'Het rouwproces', 'Het rouw- en verliesmodel', '7 fasen van verdriet' en 'Kübler-Ross Change Curve'.
Het is belangrijk op te merken dat ze in het originele boek van Kübler-Ross uit 1969 een paginagrote afbeelding had opgenomen die meer dan de algemeen bekende vijf fasen weergeeft. Bijkomende stadia die door Kübler-Ross werden geïdentificeerd, waren shock, gedeeltelijke ontkenning, voorbereidend verdriet (ook bekend als anticiperend verdriet), hoop en decathexis (het proces van desinvestering van mentale of emotionele energie in de buitenwereld). Ze noemde ook andere stadia, zoals schuldgevoel, angst en gevoelloosheid.
Kübler-Ross verklaarde dat haar identificatie van de "Vijf Stadia van Verdriet" uitsluitend geïnspireerd was door Anna Freuds "The Ego and The Mechanisms of Defense" (1936). Het is opmerkelijk dat Kübler-Ross, ondanks dat ze een toegewijde volgeling van Carl Jung was, haar beroemdste idee ontleende aan de familie Freud.
In 1974 erkende Kübler-Ross in haar tweede boek publiekelijk dat de fasen niet lineair bedoeld waren. Ze beweerde dat verschillende fasen tegelijkertijd zouden kunnen plaatsvinden, overgeslagen zouden kunnen worden of helemaal niet zouden plaatsvinden. Ze geloofde dat het concept van de vijf fasen slechts een startpunt was voor het bespreken van de elementen van de rouwreis. In 1978 publiceerde ze een afbeelding waarin de fasen als overlappende cirkels werden afgebeeld om te benadrukken dat de fasen niet noodzakelijkerwijs een lineaire ervaring waren.

## Erfenis van populaire media en cultuur

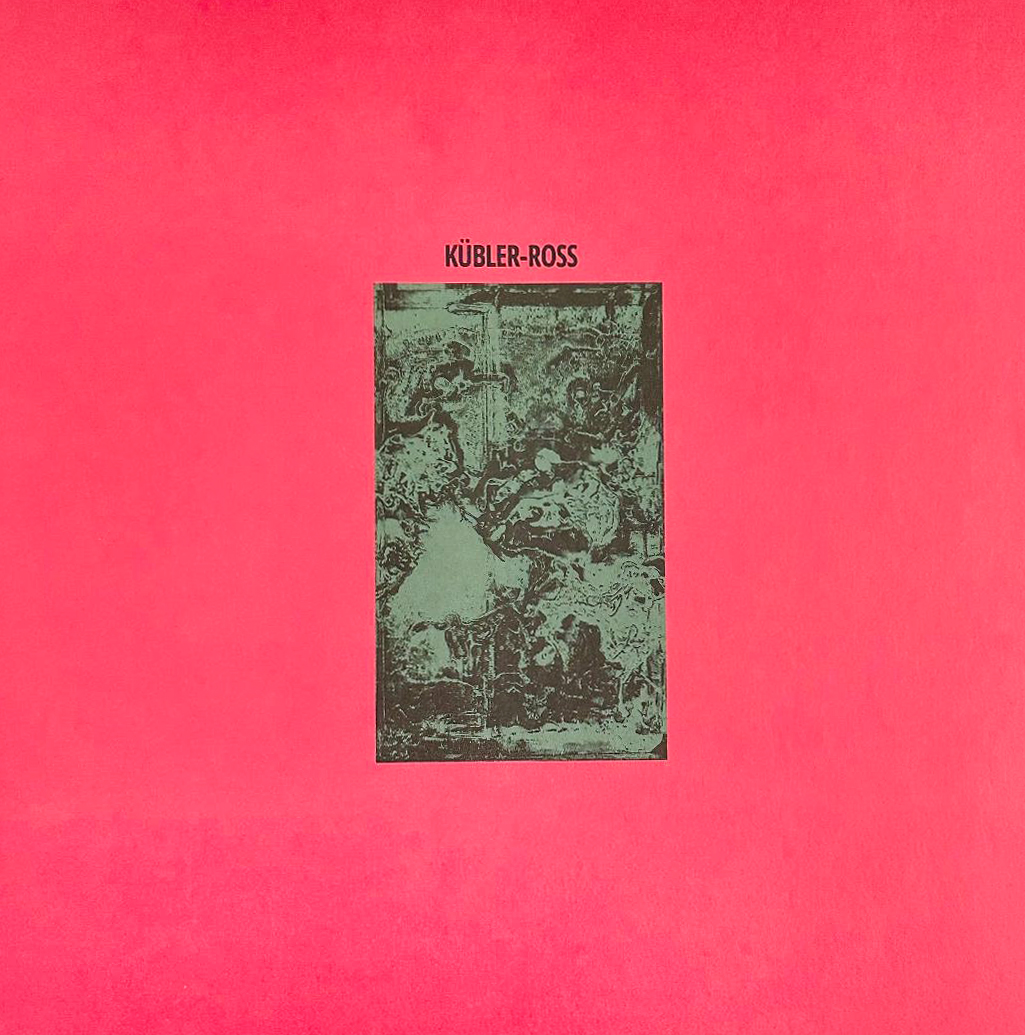
Het album "Kübler-Ross" van de Schotse muziekband "Kübler-Ross" 2020

De invloed van Elisabeth Kübler-Ross is aanzienlijk geweest in de populaire cultuur, vooral binnen de muziekindustrie na haar overlijden. Talloze artiesten en bands hebben met hun creatieve werken hulde gebracht aan Kübler-Ross. In 2006 brachten The Gnomes een songtrack uit met de titel "Elisabeth Kübler-Ross has Died." Nummers als "Kübler-Ross" zijn naar haar vernoemd door artiesten als: Chuck Wilson (2010), Elephant Rifle (2010), Harry Santos (2011), Mic Lanny & James Rock (2014), Hugo Dena, Dominic Moore (2015), Alp Aybers (2020), Audio Medic (2021), O SIZE (2022), Kübler-Ross de band (2020), soph (2024), Norro (2024). In 2008 bracht Matt Elliott "The Kübler-Ross Model" uit op zijn album "Howling Songs". Met name de uit Oxford afkomstige band Spring Offensive verwerkte drie keer fragmenten van de stem van Kübler-Ross in hun 13:22 minuten durende rock-ballad 'The First of Many Dreams About Monsters', een nummer uit 2010 over verdriet, de dood en de overledene van de zanger. moeder."
Naast liedjes zijn er ook verschillende albums naar haar vernoemd, zoals "Kübler-Ross Experiments" van Alex Temple (2012), "Kübler-Ross Dream Cycle" van Kauma (2013), "Kübler-Ross Model" van BellNotchPeak (2014), "Kübler-Ross Model" EP van What I Reflect (2016), "Kübler-Ross" EP van JDuBTheProducer (2016), "Kübler-Ross" van lav火山 (2020), "The Kübler-Ross Model" van Marcellus Wright (2020), "Kübler-Ross" van Liquid Project (2021), "Kübler-Ross" van Chine Drive (2023), het album "Kübler-Ross Soliloquies" van Deadbeat (2023), het album "Kübler-Ross" van Coachello (2024) en het album "Kübler-Ross (Five Stages of Grief)" van Saint Juvi (2024), waarbij sommige van deze EP-albums met 5 nummers één nummer bevatten dat naar elk stadium is vernoemd.
Naast nummers, EP-albums zoals "Kübler-Ross" van Chine Drive (2023), "Kübler-Ross Soliloquies" album van Deadbeat (2023), "Kübler-Ross" album van Coachello (2024) ), en het album "Kübler-Ross (Five Stages of Grief)" van Saint Juvi (2024) zijn ter nagedachtenis aan haar genoemd. Verschillende muziekartiesten hebben ook albums genoemd die zijn gebaseerd op de boeken van Kübler-Ross, zoals "Beyond the Shores (On Death & Dying)" van Shores of Null (2020) en "Wheel of Life" van de Japanse saxofonist Sadao Watanabe. Marina's album "Love & Fear" uit 2019 is rechtstreeks geïnspireerd op de filosofie van Kübler-Ross, zoals opgemerkt in meerdere interviews.
De impact van Kübler-Ross strekt zich ook uit tot bandnamen, met KÜBLER ROSS, een Zweedse punkband opgericht door een voormalige verpleegster, en Kübler-Ross, een synth/wave/industriële band uit Glasgow, Schotland, wiens album “Kübler-Ross” werd uitgebracht. genomineerd voor Album van het Jaar in Schotland in 2021. Bovendien werd in 2014 een Zuid-Koreaanse wiskunderockband opgericht met de naam "Dabda", een acroniem dat de Five Stages of Grief vertegenwoordigt.
In 2024 creëerde zanger Taylor Swift een Apple-afspeellijst gebaseerd op de Five Stages of Grief.